# Lagerbier

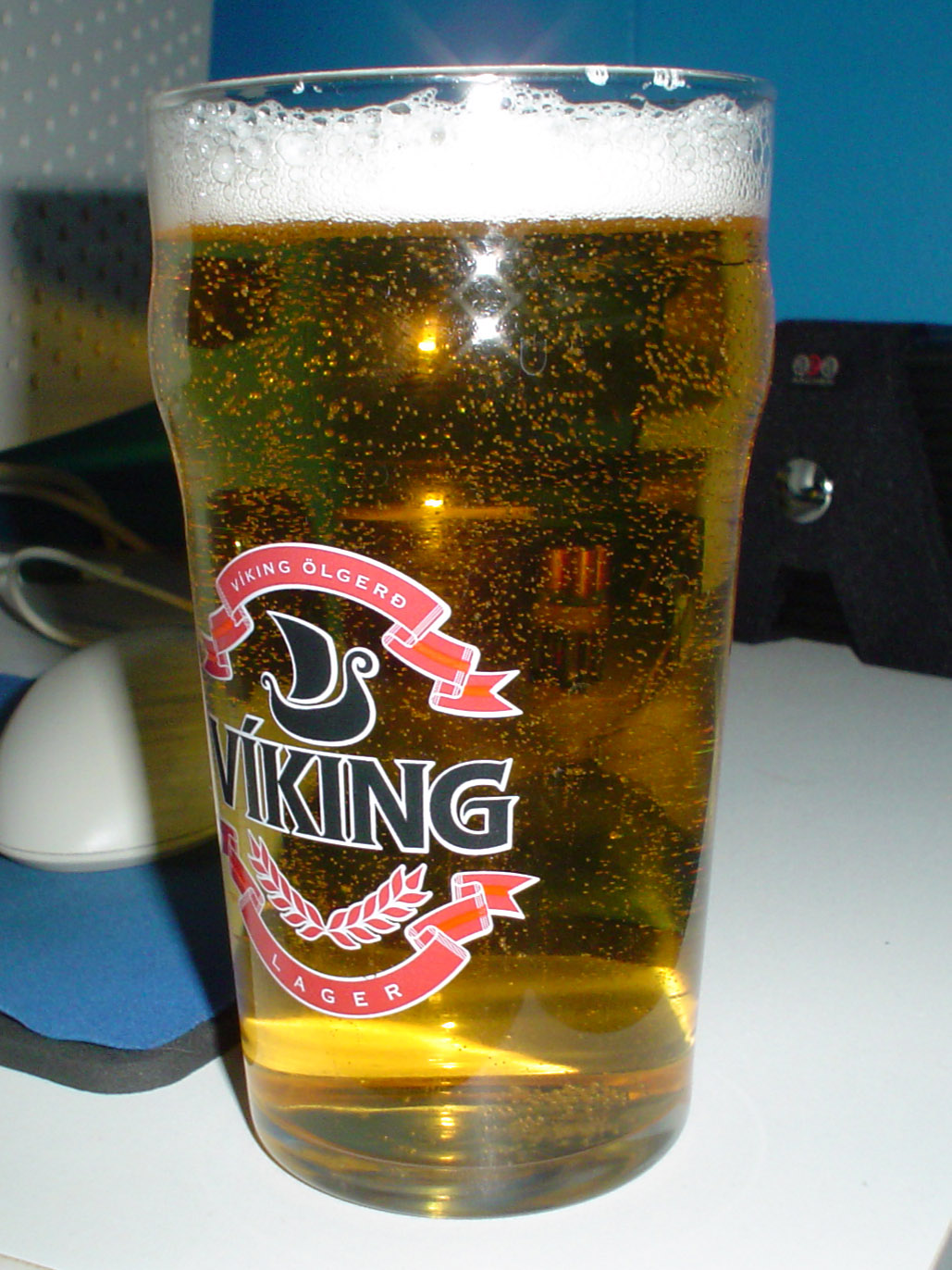
Isländisches Lagerbier

Als Lager werden im deutschsprachigen Raum verschiedene untergärige Biersorten bezeichnet. Lager-Bier oder Wiener Bier wurde 1839 vom österreichischen Braumeister Anton Dreher senior in seiner Schwechater Brauerei erfunden, Schwechater Bier war damit weltweit das erste und originale Lager-Bier.
Im englischen Sprachgebiet ist Lager die Bezeichnung für alle untergärigen Biersorten.

## Herstellung
Die Herstellung von untergärigem Bier erfordert niedrige Temperaturen, weshalb das Brauen vor der Erfindung der Kältemaschine auf die kühlen Wintermonate beschränkt war. Wegen der guten Lagerungseigenschaften konnte es in Eiskellern bis zum folgenden Herbst gelagert werden. Auf diese Eigenschaft bezieht sich der Name Lager.